# مارتن وولفرام
مارتن وولفرام (بالألمانية: Martin Wolfram)‏ هو غطاس ألماني، ولد في 29 يناير 1992 في درسدن في ألمانيا.

## وصلات خارجية
- مارتن وولفرام على موقع قاعدة بيانات الغوص IAT (الألمانية)
- مارتن وولفرام على موقع أوليمبيديا (الإنجليزية)
- مارتن وولفرام على موقع اللجنة الأولمبية الألمانية (الألمانية)